# Trimma hoesei
Trimma hoesei és una espècie de peix de la família dels gòbids i de l'ordre dels perciformes.

## Morfologia
- Els mascles poden assolir 2,4 cm de longitud total.[3]

## Hàbitat
És un peix marí de clima tropical i associat als esculls de corall.

## Distribució geogràfica
Es troba a Papua Nova Guinea i Chagos.